# Zalaerdőd
Zalaerdőd (1889-ig Nyavalád) község Veszprém vármegyében, a Sümegi járásban (az 1950-es megyerendezésig Zala vármegye része volt).

## Fekvése
Veszprém vármegye legnyugatibb települése, a Kemenesalján fekszik, Vas és Zala vármegye határán. Közigazgatási területén elhalad a Keszthely északi határvidékétől egészen Jánosházáig húzódó 7331-es út, de lakott területeit csak az abból kelet felé kiágazó 73 168-as út érinti (amely aztán tovább folytatódik Hetyefő és Dabronc felé).
A legközelebbi települések: Hetyefő 2 kilométerre és a Vas vármegyei Keléd 3,5 kilométerre. A legközelebbi vasúti megállóhely, a Bajánsenye–Zalaegerszeg–Ukk–Boba-vasútvonalon Dabronc déli szélén található Dabronc megállóhely körülbelül 4,5 kilométerre helyezkedik el.

## Története
A település legkorábbi okleveles említése 1351-ből ismert, akkor Nauylad néven jegyezték fel, mint a Nyavalád család birtokát; az első ismert birtokos Nyavalyádi Henrik fia, Jakab volt. Nevét 1426-ban is említette egy oklevél, mint Szentlászló Márton birtokát. Később a Marczali család kapta meg királyi adományként.
1454-ben Marczali János somogyi főispán  az akkor lakatlan pusztát az erenyei pálosoknak adta, majd adományát 1458-ban Mátyás király is megerősítette.
Nyavalyád 1494-ben és 1496-ban az összeírásokban a Szent György vár tartozékaként szerepelt. Szentgyörgy vára a Marczaliaké volt. A török időkig több birtokosa is volt, de határa nagyrészt az erenyei pálos rend birtoka volt. A török hódoltság alatt elnéptelenedett. 1650-től  mint puszta, 1656-tól már mint lakatlan hely, majd Nyavalád a pápai monostor birtoka lett.
A törökök kiűzését követően 1702-ben települt újra a falu, az új telepesek – többek között - három évre szóló adómentességet és szabad költözködési jogot kaptak. A 18. század közepe után a tüskevári konvert birtokaként szerepelt az összeírásokban.
1799-től a Rokolyán–Nyavaládi közalapítványé, 1824-től 1945-ig, a Katolikus Vallásalap somlóvásárhelyi uradalmához tartozott. Az 1848. évi jobbágyfelszabadítás után határának nagyobb része a Vallásalapítványé volt, majd az 1945-ös földosztáskor jutott a helybeliek kezére.
1910-ben 743 lakosából 741 magyar volt. Ebből 733 római katolikus, 10 izraelita volt. A 20. század elején Zala vármegye Sümegi járásához tartozott.

## Közélete

### Polgármesterei
- 1990–1994: Ifj. Bódis József (független)[3]
- 1994–1998: Bódis József (független)[4]
- 1998–2002: Bódis József (független)[5]
- 2002–2006: Bódis József (független)[6]
- 2006–2010: Bódis József Tibor (független)[7]
- 2010–2014: Bódis József Tibor (független)[8]
- 2014–2019: Bódis József Tibor (független)[9]
- 2019–2024: Bódis József (független)[10]
- 2024– : Bódis József Tibor (független)[1]

## Népesség
A település népességének változása:
| Lakosok száma | 250  | 241  | 232  | 207  | 238  | 231  | 237  |
|               | 2013 | 2014 | 2015 | 2021 | 2022 | 2023 | 2024 |

A 2011-es népszámlálás során a lakosok 96,4%-a magyarnak, 0,4% románnak mondta magát (3,6% nem nyilatkozott; a kettős identitások miatt a végösszeg nagyobb lehet 100%-nál). A vallási megoszlás a következő volt: római katolikus 87,7%, református 3,3%, felekezeten kívüli 1,4% (37,6% nem nyilatkozott).
2022-ben a lakosság 89,9%-a vallotta magát magyarnak, 1,3% németnek, 1,3% cigánynak, 0,4% románnak, 0,4% lengyelnek, 0,8% egyéb, nem hazai nemzetiségűnek (9,2% nem nyilatkozott; a kettős identitások miatt a végösszeg nagyobb lehet 100%-nál). Vallásuk szerint 50,4% volt római katolikus, 3,8% református, 0,8% evangélikus, 2,1% egyéb keresztény, 2,5% egyéb katolikus, 10,1% felekezeten kívüli (29,8% nem válaszolt).

## Címerének magyarázata
Felső, zöld mezejében az  aranyszínű korona azt jelképezi , hogy a község 600 éven át Zala vármegyéhez tartozott. A pajzs alsó, aranyszínű mezőjében látható zöld színű eke és tölgyfa az erdőgazdálkodást jelképezi, a kereszt pedig azt, hogy a község több mint ötszáz éven át a pálos szerzetesrend birtoka volt.

## Nevezetességei
- Római katolikus temploma - 1790-ben épült, késő barokk stílusban.
- A falu határában található egykori püspöki erdő egyike Veszprém vármegye legnevezetesebb kocsányos tölgyeseinek.[14]

## Híres emberek
- Itt volt plébános 1951-1974 közt Szakos Gyula, későbbi székesfehérvári katolikus püspök.

## Régi mondások, falucsúfolók a településről
- Nyavaládon lepallózták a vetést, hogy meg ne fagygyon. [A mondás eredete nem tisztázott.][15]
- Nyirád, Nyárád, Nyavalád, nyalod a ló v……t.[15]